# Barrage d'Afobaka
Le barrage d'Afobaka est un barrage hydroélectrique sur le fleuve Suriname, situé au Suriname. Sa construction a démarré en 1961 pour se terminer en 1964. Il a créé le réservoir de Brokopondo.